# 안토니오 로페스 데 산타 안나
안토니오 로페스 데 산타 안나(스페인어: Antonio de Padua María Severino López de Santa Anna y Pérez de Lebrón, 1794년 2월 21일 ~ 1876년 6월 21일)는 멕시코 제1공화국의 정치 지도자였다. 초기 멕시코와 스페인의 정치, 정부에 지대한 영향을 끼쳤었다. 스페인으로부터 독립을 위해 싸웠으며 지지를 받으면서 장군 계급까지 올라 격변의 40년 경력 중 많은 시간 대통령을 했었다. 22년의 기간 동안 10차례 멕시코의 대통령으로 선출되었었다.

## 젊은 시절
산타 안나는 1794년 2월 21일에 멕시코, 베라크루스주, 할라파에서 태어났다. 그는 존경받는 스페인의 식민지 가족, 안토니오 로페스 데 산타 안나와 마누엘라 페레스 데 레브론의 아들이었다. 그의 부모는 크리오요 중산층에 속했으며 그들의 아들을 학교에 보내기에 충분히 부유했었다.
그의 아버지는 누에바에스파냐, 식민지 베라크루스주에서 왕립군대의 부대표 (sub-delegate)로서 복역했었다. 1810년 6월, 그는 조아킨 데 아렌돈도의 지휘하에 피조 데 베라 크루스 보병 연대에 입대했다. 산타 안나는 폭도와 전투를 하며 멕시코 국내 (멕시코의 행정 구역)의 아메리칸 원주민 부족들을 감시하면서 다음해를 보냈다. 왕립 군대에 있는 대부분의 크리오요 장교들처럼, 그는 스페인에 충성을 다했으며 몇 년간 멕시코 독립에 대한 움직임에 반대하여 싸웠었다. 그는 겨우 16살의 나이로 사관학교 생도가 되었다.

## 군대 경력
미겔 이달고 이 코스티야 (Miguel Hidalgo y Costilla)가 스페인으로부터 독립을 얻기 위한 멕시코의 첫 번째 시도를 시작한 같은 해, 1810년, 산타 안나는 멕시코의 민족주의자 반란군을 다루는 것에 대한 상당을 그에게 가르쳤던, 호아킨 데 아레돈도하에 식민지 스페인 군대에 입대했다. 1811년, 산타 안나는 산 루이스 포토시 주의 라욘지구, 아몰라데라스 마을에서 대령 조아킨 아레돈도 지휘하의 전투동안 치치메카족 화살에 의해 왼쪽 팔에 상처를 입었다. 1813년, 그는 구티에레스-마지 원정에 반대하여 텍사스에서, 그가 용맹함으로 표창받았던 메디나 전투에서 복무하였다. 1812년 2월에 소위가 되었으며 해가 끝나기 전에 중위가 되었다. 폭동의 결말에서 그 젋은 장교는 아레돈도의 흉포한 역행하는 대량 사살 반군 정책을 목격했으며, 역사가들은 산타 안나가 그의 정책을 모델 삼아서 아레돈도하에서 그의 경험으로 텍사스 혁명을 지휘했다라고 추측했다.
독립을 위한 전쟁이 교착상태에 도달했던, 다음 몇 년 동안, 산타 안나는 베라크루스 근처 추방당한 시민들을 위하여 마을을 세웠다. 그는 또한 그의 삶을 통틀어 따라다녔던 악습인 도박을 했다.
그는 1816년에 대위로 진급하였다. 그의 일은 주로 아메리칸 원주민을 억합하거나 폭동이 시작된 후 질서를 회복하기 위한 가끔씩의 전투로 구성되었다. 멕시코는 북쪽에 오리곤과 남쪽에 파나마까지 뻗어나갔다. 스페인 왕국이 다스리기에 너무도 방대한 영토였다. 1821년, 산타 안나는 "해방가" (El Libertador):미래의 멕시코의 황제, 아구스틴 데 이투르비데에게 그의 충성을 맹세했다. 같은 해 중요한 베라크루스 항구 도시에서 재빨리 스페인의 군대를 쫓아냄으로써 유명해졌다. 이투르비데는 그에게 장군 계급으로 보상했다. 산타 안나는 그의 중요한 계급을 사용하여 개인적인 이득으로 부당하게 이용했다. 그는 대농장을 취득했으며 동시에 도박을 지속했다. 산타 안나는 결코 이투르비데에게 실제로 충성을 하지 않았었다. 이투르비데는 결코 인기가 많지 않았으며 그의 권자를 유지하기 위해 군대가 필요했다. 1822년 12월에 산타 안나는 공화국 주의로 전향했으며 1823년 3월 이투르비데가 퇴위했다. 산타 안나는 이투르비데를 타도하고 멕시코를 공화국으로 선언한 카사 마타 계획 (Plan de Casa Mata)를 지지했던 군대 지도자들 중 하나였다. 후에 산타 안나는 대통령 마누엘 고메스 페드라자와 비센테 구에르레로를 교체하는 데있어 중요한 역할을 수행하게 된다. 1824년 구에르레로는 산타 안나를 유카탄주의 주지사로 보냈다. 이투르비데를 패위시키는데 있어 그의 도움은 심지어 그가 피클 캐릭터로서 알려졌다 할지라도 다른 사람들에게 그를 신용하게 하는 이유를 주었다. 그 자신의 주도로, 산타 안나는 스페인 지배하에 있던 쿠바를 침략할 준비를 했었지만 그는 기금이나 그러한 모험에 충분한 지지 둘 다를 얻지 못했다.
1829년, 스페인은 2,600명 군인의 침략 군대와 함께 탐피코에서 멕시코를 수복하기 위한 마지막 시도를 했다. 산타 안나는 훨씬 적은 군인과 함께 바라다스 원정에 반대하여 진격했으며 황열로 고통받고 있던 스페인 군대를 패배시켰다. 스페인 군대의 패배는 산타 안나의 인기를 증가시켰을 뿐 아니라 새로운 멕시코 공화국의 독립을 굳건하게 했다. 산타 안나는 영웅으로 선언되었으며, 그때부터 그는 스스로를 "탐피코의 승리자"나 "모국의 구세주"로 명명했다. 그의 주요한 선전 활동은 스스로를 "서쪽의 나폴레옹"으로 부르는 것이었다.

## 같이 보기
- 멕시코의 국가원수 목록